# V376 Carinae
V376 Carinae eller HD 77022, är en dubbelstjärna i mellersta delen av stjärnbilden Kölen. Den har en kombinerad skenbar magnitud av ca 4,69 och är svagt synlig för blotta ögat där ljusföroreningar ej förekommer. Baserat på parallax enligt Gaia Data Release 2 på ca 5,0 mas, beräknas den befinna sig på ett avstånd på ca 650 ljusår (ca 198 parsek) från solen. Den rör sig bort från solen med en heliocentrisk radialhastighet på ca 27 km/s.

## Egenskaper
Primärstjärnan V376 Carinae A är en blå stjärna i huvudserien av spektralklass B2 V. Den har en massa som är ca 7,8 solmassor och har ca 3 000 gånger solens utstrålning av energi från dess fotosfär vid en effektiv temperatur av ca 21 200 K.
Följeslagaren V376 Carinae B, upptäcktes av den skotske astronomen James Dunlop 1836. Den har spektralklass B9,5V och har en skenbar magnitud på +6,58. År 2010 hade den en vinkelseparation på 40,1 bågsekunder från primärstjärnan vid en positionsvinkel på 76°.

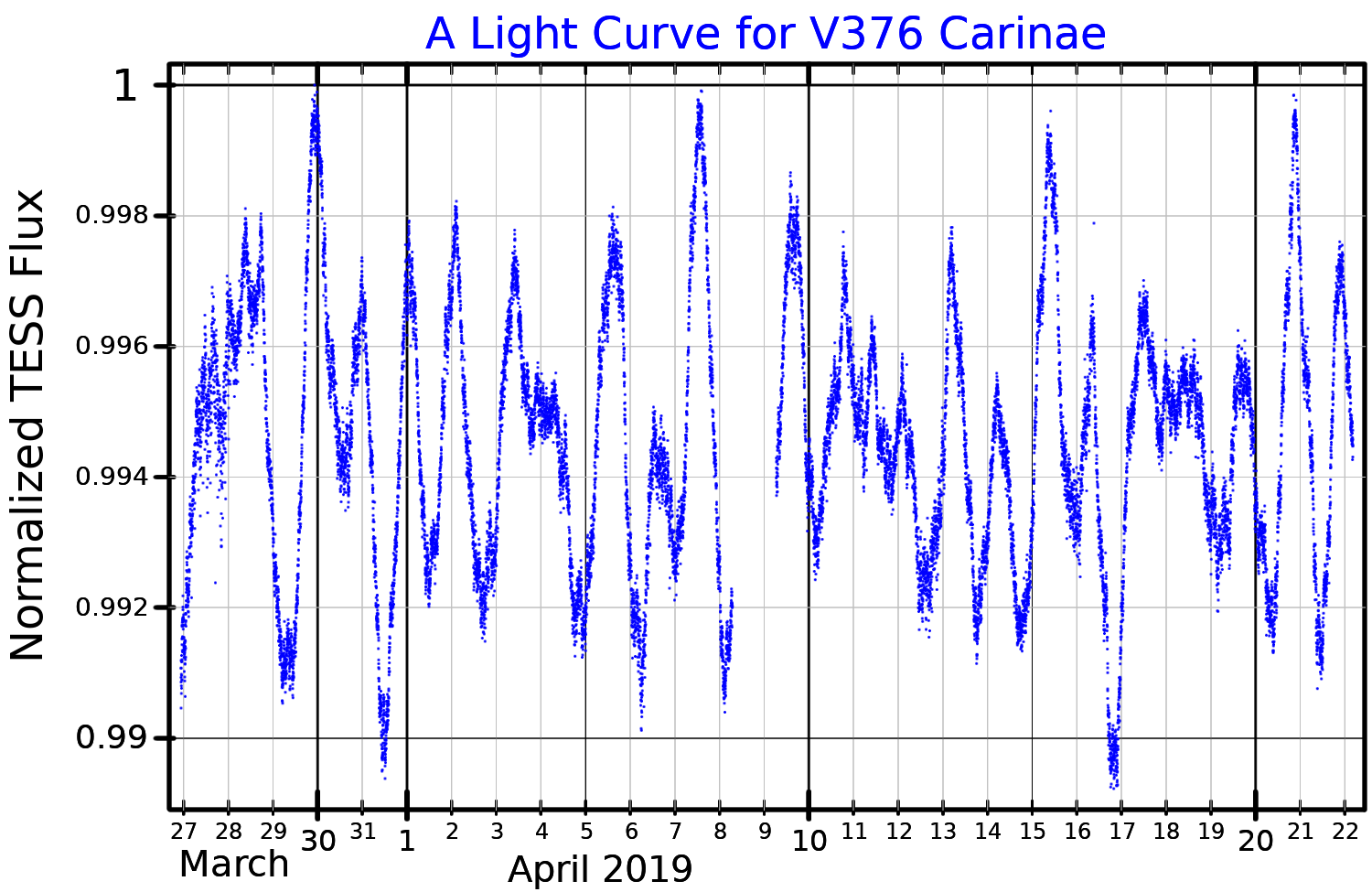
Ljuskurva för V376 Carinae, plottad från TESS-data.

## Variation
Under en sökning efter Beta Cephei-variabler på södra stjärnhimlen klassificerades V376 Carinae ursprungligen som en mycket kortperiodig variabel. Denna variation bekräftades dock inte av senare observationer. Samus et al. (2017) misstänker nu att den är en konstant stjärna som förhastat tilldelades en variabelbeteckning.